# Ballbreaker
Ballbreaker är album av den australiska hårdrockgruppen AC/DC, utgivet 26 september 1995. Albumet innebar trummisen Phil Rudds återkomst till bandet, som han lämnat 1983 till följd av alkoholproblem.

## Låtlista
Samtliga låtar skrivna av Angus Young och Malcolm Young.
1. "Hard as a Rock" - 4:31
2. "Cover You in Oil" - 4:33
3. "The Furor" - 4:11
4. "Boogie Man" - 4:07
5. "The Honey Roll" - 5:35
6. "Burnin' Alive" - 5:05
7. "Hail Caesar" - 5:14
8. "Love Bomb" - 3:14
9. "Caught With Your Pants Down" - 4:15
10. "Whiskey on the Rocks" - 4:35
11. "Ballbreaker" - 4:32

## Medverkande
- Brian Johnson - Sång
- Angus Young - Sologitarr
- Malcolm Young - Kompgitarr, Bakgrundssång
- Cliff Williams - Elbas, Bakgrundssång
- Phil Rudd - Trummor
- Rick Rubin - Producent